# سنگوکو باسارا: شاهان سامورایی
سنگوکو باسارا: شاهان سامورایی (انگلیسی: Sengoku Basara: Samurai Kings) یک مجموعه تلویزیونی انیمه ژاپنی است که بر اساس مجموعه بازی‌های ویدیویی کپ‌کامسنگوکو باسارا ساخته شده توسط پروداکشن آی. جی، برنامه‌ریزی و نویسندگی توسط یاسو یوکی موتو، ساخته شده‌است. و عمدتاً توسط ایتسورو کاواساکی کارگردانی شده‌است.